# 王練
王練（?—?），字洪明，琅琊郡临沂县（今山东临沂）人，中国南北朝南朝宋人物，东晋名相王导曾孙，中书令王珉之子。
王珉早逝，年少丧父的王练，由伯父王珣抚养。王練是王弘堂弟。宋文帝时历任侍中、度支尚书。在晋安帝义熙中后期，王练曾短暂地与晋陵公主结为夫妇。宋武帝刘裕永初元年，二人离绝。
王练有子王钊。宋孝武帝大明年间，官至黄门郎，临海王刘子顼晋安王刘子勋征虏、前军长史，左民尚书。宋明帝初，为司徒左长史。被宋明帝赐死。
《太平广记》卷110《报应九》（观音经）和卷387《冥祥记》有王练出生的故事。鲁迅《古小说钩沉》辑录。中书令王珉认识了一个西域和尚。这位和尚，每次看到王珉的仪容风采，都非常喜欢。于是经常对他的同伙说，如果我下世能给王珉当儿子。和尚死后，王珉之妻怀孕，生而能言，能解西域十六国梵音，聪明有器度，王練王洪明，小名阿练，叙述前生，事事应验。